# Kathleen Depoorter
Kathleen Depoorter (Brugge, 5 september 1971) is een Belgische apotheker en politica voor de N-VA.

## Levensloop

### Carrière
Depoorter behaalde in 1994 haar masterdiploma farmacie aan de Universiteit Gent. Ze voltooide ook een aanvullende opleiding aan de Vlerick Business School. Ze ging in 1994 aan de slag als apotheker, met apotheken in Gent en Evergem. 
In 2010 werd Depoorter bestuurslid bij de N-VA-afdeling in Evergem. Bij de gemeenteraadsverkiezingen van oktober 2012 werd ze een eerste maal gemeenteraadslid voor de N-VA in haar woonplaats Evergem. Ze trad onmiddellijk toe tot het college van burgemeester en schepenen en werd schepen voor financiën en begroting, volksgezondheid, lokale economie, internationale samenwerking en dierenwelzijn, een functie die ze sinds januari 2013 onafgebroken uitoefent.
Van 2017 tot 2018 was Depoorter eveneens provincieraadslid van Oost-Vlaanderen.
Kathleen Depoorter werd bij de verkiezingen van 26 mei 2019 verkozen tot lid van de Kamer van volksvertegenwoordigers voor de kieskring Oost-Vlaanderen. Als parlementslid ging ze zetelen in de commissies Volksgezondheid en werd ze plaatsvervanger in de commissie Buitenlandse Betrekkingen. Haar bezigheden gingen zich voornamelijk concentreren op het beleid rond volksgezondheid, waaronder gezondheidszorg, het geneesmiddelenbeleid en drugsbestrijding, fiscaliteit en ontwikkelingssamenwerking. In juni 2024 werd Depoorter herkozen.

### Persoonlijk
Ze is gehuwd en moeder van drie zonen.